# Sanvitese
L'Associazione Sportiva Dilettantistica Sanvitese, meglio nota come Sanvitese, è una società calcistica di San Vito al Tagliamento in provincia di Pordenone.

## Storia
Venne fondata nel 1920. Per lungo tempo ha militato nei campionati regionali. Nel primo dopoguerra riuscì ad essere promossa in Serie C. Quella che si giocava nel 1947-48 era comunque una Serie C organizzata in ambito regionale e curiosamente solo dall'anno successivo la Sanvitese ampliò i propri orizzonti. Nel campionato successivo venne infatti inserita in Promozione in un girone dove oltre alle squadre friulane e triestine vi erano anche molte venete. Furono quattro complessivamente i campionati a livello interregionale disputati prima di venir retrocessa in ambito regionale. Ne seguì un lunghissimo periodo nel quale la Sanvitese non riuscì mai ad emergere tanto che nel 1981-1982 retrocesse addirittura in Terza Categoria. Nel 1982 ci fu la fusione tra la Sanvitese e la Sportiva Orcenico Superiore militante in Promozione che diede vita all'Unione Sportiva Orcenico Sanvitese. Ci vorrà però un decennio per consolidare la società biancorossa divenuta nel frattempo Unione Sportiva Sanvitese. Nel 1992 vinse il campionato di Promozione, fu l'inizio di un'ascesa prepotente che nella stagione seguente la vide vincere anche il campionato di Eccellenza e la Coppa Italia del Friuli Venezia Giulia. Ebbe così inizio la lunga militanza della Sanvitese in Serie D dove subito nelle annate 1995-96 e 1996-97 colse anche dei brillanti secondi posti. Era una Sanvitese guidata da Enzo Piccoli e che in attacco aveva una punta del valore di Gianfranco Cinello, nelle sue quattro stagioni in biancorosso realizzò 53 reti. Nel complesso la Sanvitese disputa ininterrottamente venti stagioni in Serie D lottando nella maggior parte per la salvezza ma riuscendo a raggiungere anche i play-off nella stagione 2005-06. Dopo aver eliminato il Tamai la squadra allenata da Diego Zanin, all'esordio come allenatore, venne eliminata dalla Sambonifacese (0-1). L'avventura in Serie D della Sanvitese termina nella stagione 2013-14, nelle due precedenti annate era riuscita ad ottenere la salvezza ai play-out, l'ultimo posto di questa ultima annata non ammise repliche. Attualmente milita nella Promozione del Friuli-Venezia Giulia.

## Colori sociali
Maglia bianco-rossa a strisce verticali, pantaloncini bianchi, calzettoni bianchi.

## Stadio
Il campo di Gioco è lo stadio di San Vito al Tagliamento (2 500 posti sito in Viale Prodolone).
L'impianto presenta le seguenti caratteristiche:
- Posti totali: 2 500
- Larghezza campo: 64 m
- Lunghezza campo: 105 m
- Fondo: Erba
- Copertura campo: Scoperto

## Palmarès

### Competizioni regionali
- Eccellenza: 1

1993-1994
- Promozione: 1

1992-1993 (girone A)
- Prima Divisione: 1

1946-1947
- Seconda Categoria: 1

1971-1972 (girone A)
- Coppa Italia Dilettanti Friuli-Venezia Giulia: 1

1993-1994